# Kreis Kleve
Kreis Kleve ligger længst mod nordvest i Regierungsbezirk Düsseldorf. Floden Rhinen løber gennem den nordlige del af kreisen.
Mod nord og nordvest grænser kreisen op til den hollandske provins Gelderland, mod vest grænser kreisen op til Provinsen Limburg i Holland, mod syd og øst grænser kreisen op til andre kreise i Regeringsdistriktet Düsseldorf (Kreis Viersen og Kreis Wesel). Mod nordøst støder kreisen op til regeringsdistriktet Münster (Kreis Borken).
Anna af Kleve, der i et halvt år var dronning af England og den fjerde af kong Henrik 8. af England gemalinder, kom fra Kleve.
51°40′00″N 6°15′00″Ø / 51.666666666667°N 6.25°Ø